# Shin Dong-hyuk
Shin Dong-hyuk (nascido Shin In-geun em 19 de novembro de 1982) é um ativista de direitos humanos norte-coreano que vive na Coreia do Sul. Ele é a única pessoa conhecida que diz ter nascido dentro de um campo de internamento norte-coreano e escapou com vida. Esteve envolvido em polémica em 2015, quando admitiu ter mentido no seu best seller "fuga do campo 14".

## Biografia

### Infância e adolescência
Shin In-geun nasceu no Campo de internamento de Kaechon (também conhecido como Campo 14), um núcleo de trabalho escravo onde os prisioneiros geralmente ficam por toda a vida e cuja expectativa de vida é de cerca de 45 anos de idade. Ele nasceu de um casamento arranjado entre dois prisioneiros que tiveram a permissão para dormirem juntos durante algumas noites por ano, como recompensa por bom comportamento e trabalho. Shin raramente via seu pai, que vivia em outra parte do campo, e viveu junto à sua mãe até os 12 anos. De acordo com Shin, ele via a mãe como uma rival por comida (que era insuficiente para todos), e consequentemente não estabeleceu com ela ou com seu irmão uma relação de afeto. Os oficiais do governo norte-coreano e os guardas do campo lhe contaram que ele estava preso porque seus pais haviam cometido crimes contra o estado, e que ele teria que trabalhar duro todos os dias e obedecer aos guardas, ou seria punido e executado.
Shin foi vítima de muita violência dentro do campo, e testemunhou dezenas de execuções todos os anos. Parte de seu dedo foi arrancada fora por um supervisor como punição por acidentalmente quebrar uma máquina de costura. Ele via adultos e crianças serem espancados diariamente, e muitos prisioneiros morrerem de fome, doença, tortura ou acidentes de trabalho. Ainda criança, Shin aprendeu a sobreviver por quaisquer meios, comendo ratos, sapos e insetos, e delatando companheiros em troca de recompensas.
Quando Shin tinha 14 anos, ele ouviu sua mãe e irmão planejando uma fuga e informou aos guardas, algo que ele aprendeu a fazer ainda criança. Mas ao invés de recompensar Shin por entregar sua família, os guardas o torturaram durante quatro dias para obter mais informações. De acordo com Shin, os guardas colocavam carvão em brasa em suas costas, que era presa com um gancho sob a pele de modo que ele mal podia se debater. Isto deixou grandes cicatrizes em toda a extensão de suas costas. Em 29 de novembro de 1996, oficiais no campo obrigaram Shin a assistir a execução pública de sua mãe e seu irmão, da qual ele sabia ser diretamente responsável. Shin disse que, naquele momento, acreditava que sua mãe merecia morrer, mas que depois suas ações passaram a assombrá-lo por toda a vida.

### A fuga
Enquanto trabalhava numa fábrica têxtil, Shin tornou-se amigo de um prisioneiro político de 40 anos de idade de Pyongyang chamado Park, que havia sido educado e viajado para fora da Coreia do Norte. Park lhe contou sobre o mundo lá fora, com histórias sobre comidas que ele jamais havia imaginado. Até então, todas as refeições que Shin havia feito na vida consistiam de uma sopa de repolho, milho e sal, ocasionalmente acompanhada por ratos ou insetos. Ele ficou encantado com a ideia de que poderia comer tudo quanto quisesse, e considerou esse o significado da palavra liberdade. A partir daí, resolveu se arriscar a fugir com Park. Eles elaboraram um plano juntando as informações que Shin tinha sobre o campo e os conhecimentos do mundo externo de Park para escapar do país.
Em 2 de janeiro de 2005, Shin e Park foram mandados para trabalhar numa cerca elétrica no topo de uma montanha a 370m de altitude. Percebendo o longo intervalo entre a patrulha dos guardas, os dois esperaram até que os guardas saíssem de vista para tentar escapar. Park tentou primeiro, mas foi eletrocutado pela cerca de alta voltagem e morreu no local. Shin utilizou o corpo de Park para aterrar a cerca e conseguiu passar, mas sofreu severas queimaduras em suas pernas enquanto rastejava pela parte debaixo da cerca sobre o corpo de Park.
Após escapar, Shin entrou numa fazenda próxima e encontrou um velho uniforme militar, que ele roubou e usou para se disfarçar de oficial norte-coreano e caminhar até o norte, sobrevivendo roubando comida. Shin não sabia o que era dinheiro, mas no segundo dia vendeu um saco de arroz que havia roubado e usou o dinheiro para comprar biscoitos e cigarros.

### Notoriedade
Após passar algum tempo vivendo como um trabalhador comum na fronteira da China, perto do rio Tumen, Shin acabou por ser acidentalmente descoberto por um jornalista em um restaurante em Xangai, que percebeu a importância da história e o levou para a embaixada da sul-coreana como asilado, de onde ele conseguiu viajar para a Coreia do Sul, onde foi extensivamente interrogado por oficiais que desconfiavam que ele fosse um espião.
A história de Shin foi divulgada na imprensa e ele publicou um livro de memórias. Shin mudou-se para o sul da Califórnia, nos Estados Unidos, e finalmente mudou seu nome de Shin In-geun para Shin Dong-hyuk, e passou a trabalhar na fundação sem fins lucrativos Liberty in North Korea, que busca auxiliar refugiados. Shin acabou por fixar residência definitiva na Coreia do Sul, onde faz campanha pela erradicação dos campos norte-coreanos.

### Livros e filme
Em 2012, o jornalista Blaine Harden publicou o livro Fuga do Campo 14, baseado em suas entrevistas com Shin. Este livro revela, entre outras coisas que Shin foi o delator da mãe e do irmão, fato não incluído nas declarações anteriores. Harden concedeu uma entrevista de uma hora sobre seu livro no talk-show Q&A da rede C-SPAN. O diretor do US Committee for Human Rights in North Korea (Comitê dos Estados Unidos para os Direitos Humanos na Coreia do Norte), Greg Scarlatoiu, declarou que este livro tem "um papel importante" para o surgimento de uma sensibilização pública  mais ampla para o os campos de prisioneiros na Coreia do Norte. A Universidade de Dalhousie (Nova Escócia, Canadá) emitiu um comunicado a respeito dos relatos de Shin descritos no livro: "[ele] mudou o discurso global sobre a Coreia do Norte, lançando luz sobre as violações de direitos humanos, tão comuns naquele regime."
O documentário Camp 14: Total Control Zone, do diretor Marc Wiese, foi lançado em 2012. Inclui entrevistas com Shin Dong-hyuk e dois ex-oficiais norte-coreanos: Kwon Hyuk, (que fora guarda do Campo 22, e que revelou a única gravação em vídeo conhecida deste campo) e Oh Yang-nam (ex agente da polícia secreta que enviava pessoas para os campos). Sequencias animadas, criadas por Ali Soozandeh, completam o documentário.
Em Dezembro de 2012, Shin foi destaque no programa 60 Minutes, ocasião em que contou a história de sua vida e fuga para Anderson Cooper. Shin disse: "quando assisto vídeos sobre o Holocausto, isso me leva às lágrimas. Penso que ainda estou evoluindo de animal para humano."

### Prêmios e homenagens
Em Junho de 2013, Shin recebeu o Moral Courage Award, concedido pela ONG UN Watch, de Genebra.
Em Maio de 2014, um grau honorário de Legum Doctor foi-lhe concedido pela Universidade de Dalhousie. Os alunos da universidade, "realizaram uma marcha pela paz e lançaram uma campanha de mídia social para aumentar a conscientização sobre as violações dos direitos humanos na Coreia o Norte. Angariaram então doações, para levar o Sr. Shin a Halifax, onde o seu discurso para uma multidão chamou a atenção internacional."

## Críticas
De acordo com o empresário suíço Felix Abt, que viveu na Coreia do Norte, as circunstâncias relativas à morte da mãe de Shin, como relatado por inicialmente no jornal The Washington Post, mudou quando Blaine Harden publicou a versão em livro. Abt acredita que isto é um indicativo das dificuldades em verificar as histórias de desertores norte-coreanos em geral.
Em 2014, o governo norte coreano divulgou uma entrevista em vídeo  em que o pai e familiares de Shin fazem críticas ele. Este vídeo alega que Shin que trabalhava numa mina e fugiu da Coreia do Norte, depois de supostamente ter estuprado uma menina de 13 anos de idade. O vídeo alegou também que ele estava espalhando "informações falsas e absurdas" sobre direitos humanos. Shin confirmou que o homem entrevistado era seu pai, mas negou as acusações. Disse que acreditava que o governo estava lhe enviando uma mensagem para calar-se sobre as violações aos direitos humanos ou seu pai seria morto, porque, na verdade, estaria sendo mantido como refém pelo governo norte coreano.